# Награда „Вюрт“ за европейска литература
Международната награда „Вюрт“ за европейска литература (на немски: Würth-Preis für Europäische Literatur) се присъжда след 1998 г. на всеки две години като отличие „за литературните стремежи да се съхрани културното многообразие на Европа“. Наградата е учредена от немската Фондация „Вюрт“, Баден-Вюртемберг.
Отличието е на стойност 25 000 €.

## Носители на наградата
- Херман Ленц (1998)
- Клаудио Магрис (2000)
- Клод Виже (2002)
- Харалд Хартунг (2004)
- Херта Мюлер (2006)
- Петер Турини (2008)
- Илия Троянов (2010)
- Ханна Крал (2012)
- Петер Надаш (2014)[1]
- Петер Хандке (2016)[2]
- Кристоф Рансмайр (2018)[3]
- Давид Гросман (2020)[4][5]
- Ани Ерно (2022)[6]